# 北小笠村
北小笠村（きたおがさむら）は静岡県の西部、小笠郡に属していた村。
現在の掛川市中心部の西北一帯、原野谷川中流域および垂木川上流域を合わせたU字形の村である。

## 地理
- 河川：原野谷川、垂木川

## 歴史
- 1954年（昭和29年）3月31日 - 和田岡村・桜木村が合併して発足。
- 1957年（昭和32年）3月31日 - 掛川市に編入。同日北小笠村廃止。

## 交通

### 鉄道路線
- 日本国有鉄道
  - 二俣線（現天竜浜名湖鉄道天竜浜名湖線）
    - 遠江桜木駅（現桜木駅）

### 道路
当時の国道1号（東海道）が村域の南端をかすめている。

## 出身の人物
- 山崎知二（文学者） - 愛知大学文学部学部長